# Kastamonu (provincie)
Kastamonská provincie je území v Turecku ležící v Černomořském regionu. Hlavním městem je Kastamonu. Rozkládá se na ploše 13 108 km2 a v roce 2009 zde žilo 359 823.
Provincie je z velké části pokryta lesy, proto také lesnictví je jednou z klíčových aktivit v regionu.

## Administrativní členění
Provincie Kastamonu se administrativně člení na 20 distriktů:
- Abana
- Ağlı
- Araç
- Azdavay
- Bozkurt
- Çatalzeytin
- Cide
- Daday
- Devrekani
- Doğanyurt
- Hanönü
- İhsangazi
- İnebolu
- Kastamonu
- Küre
- Pınarbaşı
- Şenpazar
- Seydiler
- Taşköprü
- Tosya